# Święta Katarzyna (województwo świętokrzyskie)

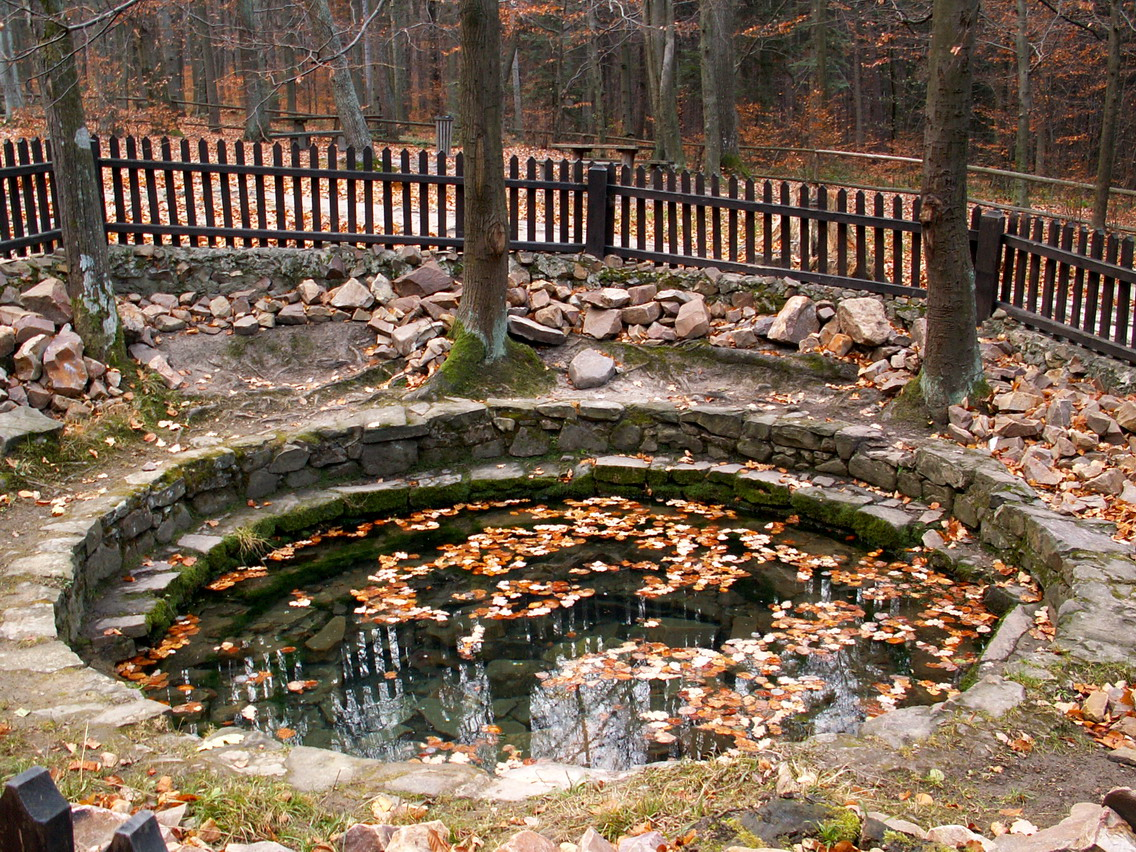
Źródełko św. Franciszka

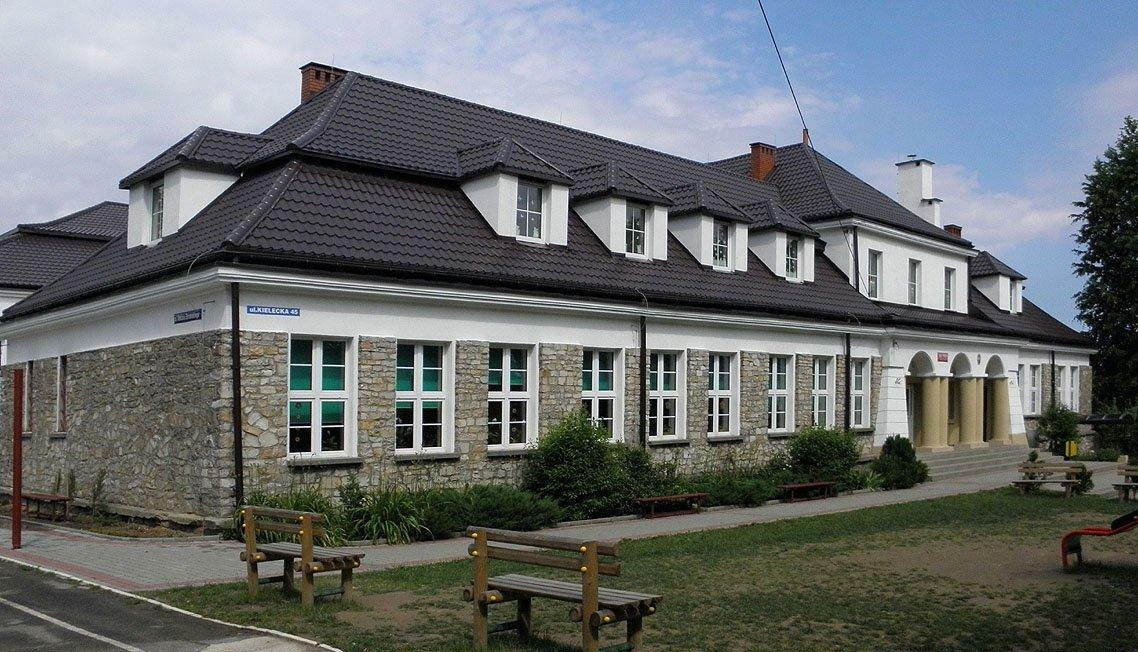
Szkoła Podstawowa im. Poetów Doliny Wilkowskiej

Święta Katarzyna – wieś w Polsce, położona w województwie świętokrzyskim, w powiecie kieleckim, w gminie Bodzentyn.
W latach 1975–1998 miejscowość położona była w województwie kieleckim.
Miejscowość jest siedzibą parafii św. Katarzyny. W strukturze kościoła rzymskokatolickiego parafia należy do metropolii krakowskiej, diecezji kieleckiej, dekanatu bodzentyńskiego.

## Części wsi
| SIMC    | Nazwa   | Rodzaj    |
| ------- | ------- | --------- |
| 0230527 | Grabowa | część wsi |
| 0991835 | Wzorki  | część wsi |

## Położenie
Święta Katarzyna znajduje się u podnóża Łysicy (612 m n.p.m.) – najwyższego szczytu Gór Świętokrzyskich. Przez wieś przepływa strumień, który jest jednym z cieków źródłowych Czarnej Nidy.
Przez wieś przechodzi  Główny Szlak Świętokrzyski im. Edmunda Massalskiego z Gołoszyc do Kuźniaków,  niebieski szlak turystyczny im. E. Wołoszyna z Wąchocka do Cedzyny oraz  czerwony szlak rowerowy z Cedzyny do Nowej Słupi.
W Świętej Katarzynie znajdują się domy wycieczkowe, schronisko młodzieżowe, restauracje oraz kawiarnia PTTK.

## Historia
Podania mówią, że istniała tu kiedyś pogańska świątynia. Według tradycji w średniowieczu osiedlali się tu pustelnicy. W 1399 r. miał tu osiąść rycerz Wacławek, który ufundował kościółek św. Katarzyny.
W XIV w. ziemia ta należała do biskupów krakowskich. Około 1478 r. biskup Jan Rzeszowski osadził przy kościele bernardynów. Początkowo przy kościółku istniał także oddzielny dom emerytów. W 1490 r. Maciej z Pyzdr, opat świętokrzyski nadał dom wraz z kościołem bernardynom. W 1817 r. bernardyni ustąpili miejsca bernardynkom, których klasztor w Drzewicy spłonął w pożarze.
W 1910 r. powstało tu schronisko turystyczne PTK, pierwsze w Górach Świętokrzyskich. Jego założycielem był Aleksander Janowski.
W 1943 r. w miejscowości stacjonował oddział niemieckiej żandarmerii pod dowództwem Alberta Szustera. Odpowiada on za wiele mordów dokonanych w okolicznych miejscowościach. W samej Świętej Katarzynie rozstrzelano łącznie 50 mieszkańców. Zbiorowe mogiły pomordowanych znajdują się na skraju lasu.
W 1957 r. w Świętej Katarzynie wybudowano nowy Dom Wycieczkowy PTTK.

## Zabytki
- Zespół klasztorny bernardynek, założony w drugiej połowie XV w., początkowo jako klasztor bernardynów. Wielokrotnie przebudowywany i obecnie w zasadzie bezstylowy. Wyjątkiem jest otoczony krużgankami renesansowy wirydarz z 1633 r. W skład zespołu klasztornego wchodzi kościół pw. św. Katarzyny. W XIX w. wyposażenie świątyni uległo zniszczeniu na skutek pożaru. Z dawnego wyposażenia zachował się wyłącznie obraz Madonny z XVI w. Figurka św. Katarzyny jest prawdopodobnie kopią figury zaginionej w pożarze. Pierwotna figura według tradycji została tu sprowadzona z północnej Afryki.

Zespół klasztorny został wpisany do rejestru zabytków nieruchomych (nr rej.: A.222/1-3 z 8.02.1932 i z 15.06.1967).
- Drewniana kapliczka św. Franciszka przy drodze na Łysicę. Obok kapliczki znajduje się źródło, uznawane przez wiernych za cudowne. Według tradycji woda z tego źródełka leczy choroby oczu.
- Kaplica cmentarna nazywana kapliczką Żeromskiego. Wzniesiona na początku XIX w. Na tynku znajdują się wyryte w 1882 r. podpisy Stefana Żeromskiego oraz jego szkolnego kolegi Janka Stróżeckiego. Nieopodal kapliczki znajdują się dwie mogiły: z czasów powstania styczniowego oraz z 1943 r.

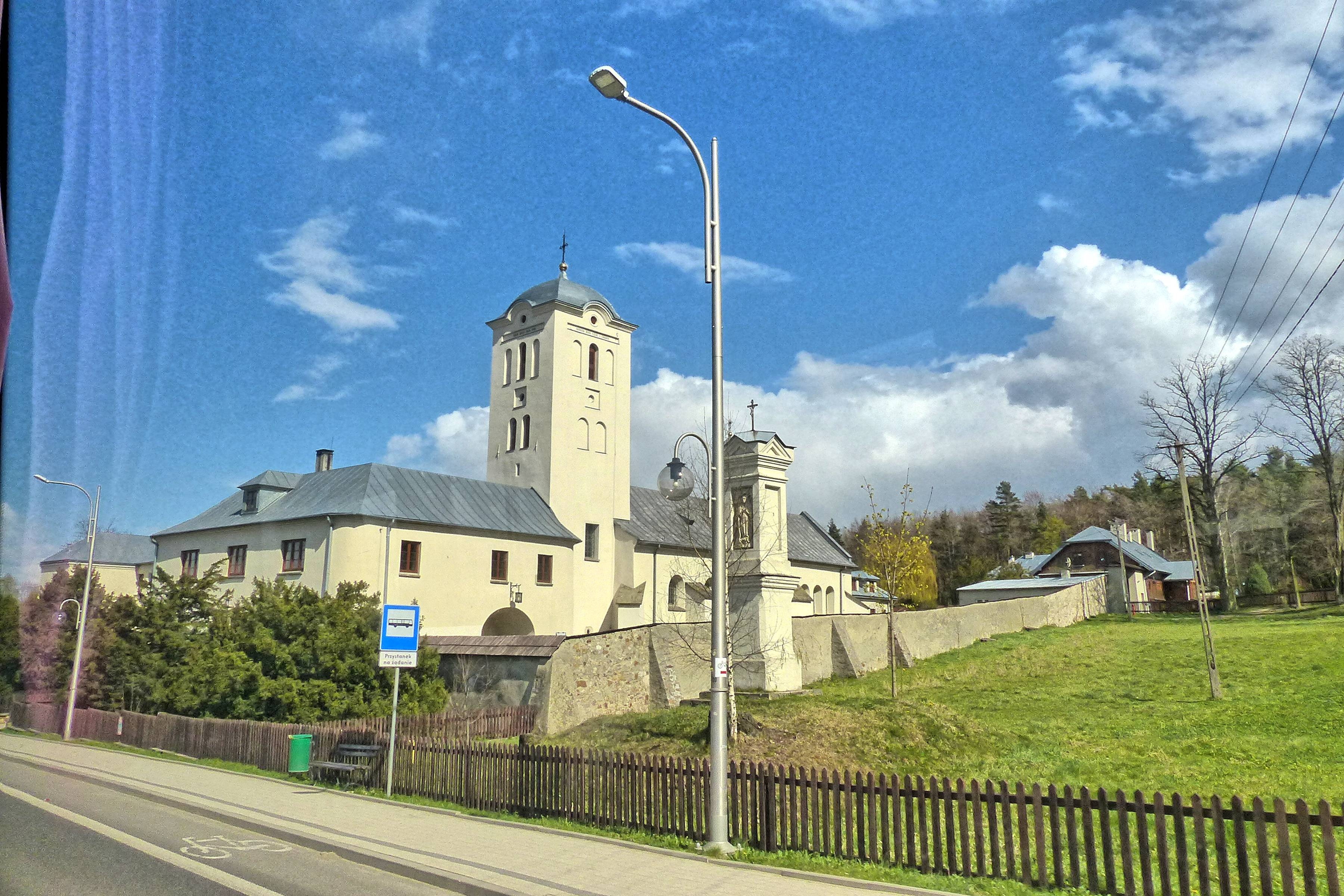
Zespół klasztorny
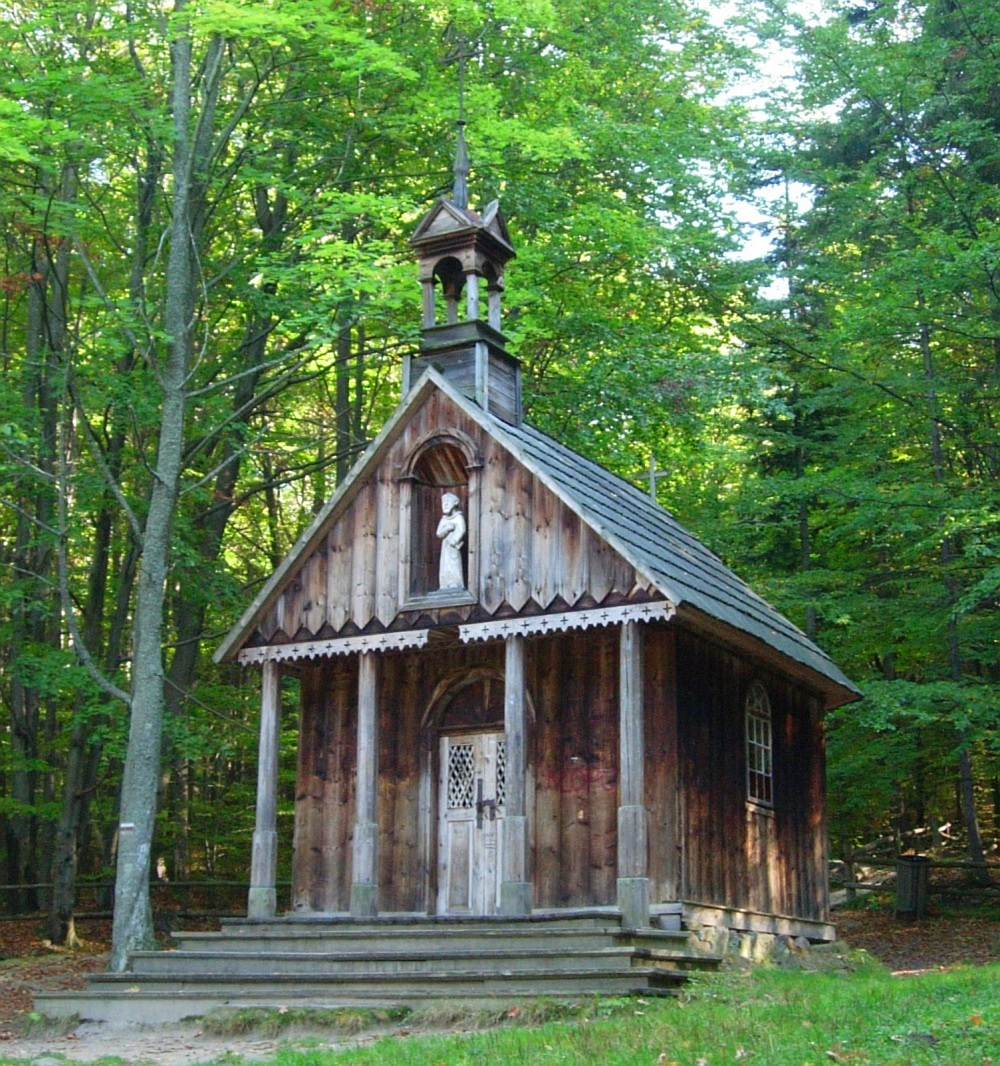
Kapliczka św. Franciszka
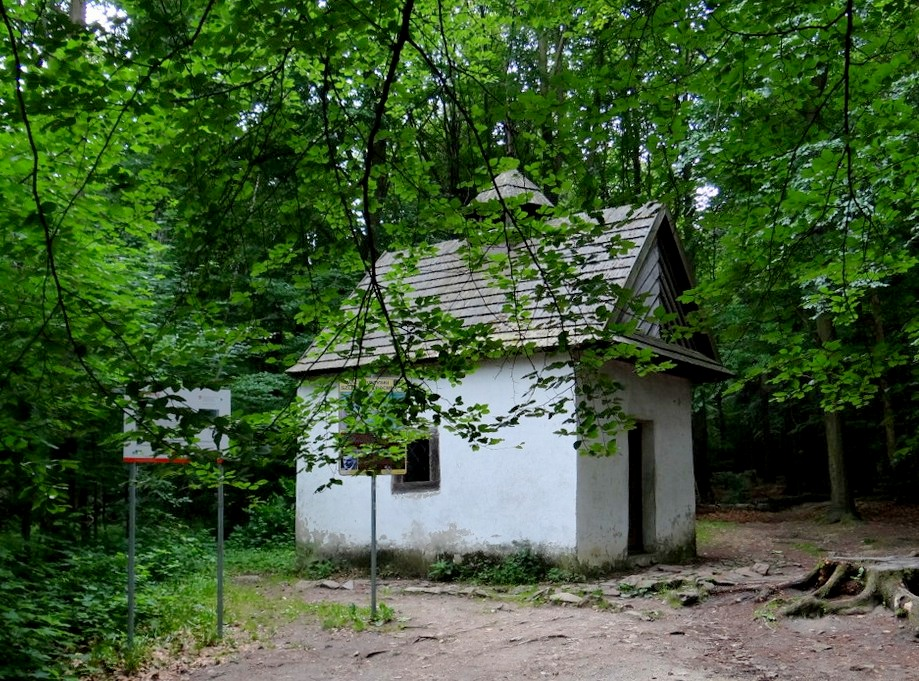
Kapliczka Żeromskiego